# Józef Piskorski
Józef Piskorski (ur. 3 września 1913 w Głęboczku, zm. 17 lutego 1976 w Olsztynie) – polski rzemieślnik i działacz partyjny związany z Ostródą, poseł na Sejm PRL I, II i III kadencji (1952–1965). 

## Życiorys
W 1927 ukończył szkołę powszechną, później pracował jako rzemieślnik. Po 1945 organizował cech stolarzy w powiecie ostródzkim, był jego starszym (jako właściciel zakładu stolarskiego przy ul. Sienkiewicza). Nadzorował budowę domu rzemiosła w mieście. W 1948 wstąpił do SD wkrótce zostając przewodniczącym PK w Ostródzie oraz wiceprzewodniczącym WK w Olsztynie. Był członkiem CK oraz Prezydium CK SD w Warszawie. Przez wiele lat zasiadał w Powiatowej Radzie Narodowej w Ostródzie oraz Wojewódzkiej w Olsztynie. 
Był prezesem Okręgowego Związku Cechów, a od 1960 prezesem Izby Rzemieślniczej w Olsztynie. W tym samym roku objął funkcję prezesa Rady Związku Izb Rzemieślniczych w Warszawie. Od 1952 do 1958 zasiadał w Radzie Centralnej Związku Spółdzielczości Pracy. 
W 1952 uzyskał nominację na posła do Sejmu I kadencji, był członkiem Komisji Obrotu Towarowego oraz Przemysłu. W 1957 i 1961 ponownie znalazł się w parlamencie, zasiadając w Komisjach Przemysłu Lekkiego, Rzemiosła i Spółdzielczości Pracy oraz Nadzwyczajnej Ziem Zachodnich (do 1961). W I i II kadencji był posłem z okręgu Olsztyn, od 1961 reprezentował okręg Iława. 
Odznaczony m.in. Orderem Sztandaru Pracy II klasy oraz Krzyżami Kawalerskim i Komandorskim Orderu Odrodzenia Polski, a także Złotym Krzyżem Zasługi. Zasłużony członek SD. 